# 大河内久信
大河内 久信（おおこうち ひさのぶ）は、江戸時代後期の旗本。大河内宗家21代。石高は715石。

## 生涯
大河内久徴の子として生まれる。書院番を務め、天保5年（1834年）11月23日に小納戸となる。天保7年（1836年）5月に小姓、天保8年（1837年）4月2日に西丸小姓、天保12年（1841年）3月23日に本丸小姓となるが、5月15日に御役御免となる。天保13年（1842年）6月に父が死去したため家督を相続する。弘化2年（1845年）2月2日に死去。